# Nawal El Zoghbi
Nawal El Zoghbi (Libanees-Arabisch: نوال الزغبي, ook wel gespeld als Nawal Al Zoghbi; Jal el Dib, 29 juni 1972) is een Libanees popzangeres. El Zoghbi verwierf populariteit door traditionele Arabische muziek met popmuziek te zingen. Later begon ze met liedjes in de Golfdialecten te zingen. Ze bespeelt daarnaast een oriëntaals instrument, de oed. 
Nawal George El Zoghbi werd geboren in een maronitisch-christelijke familie in het kustplaatsje Jal el Dib. El Zoghbi begon op jonge leeftijd te zingen, ondanks weerstand van haar familie. Later veranderden de gedachten van de familieleden, nadat ze beseften dat ze haar ambities serieus nam. In 1988 nam ze deel aan de Libanese talentenjacht Studio El Fan. In 1990 trouwde ze met een Libanese muziekmanager en kreeg drie kinderen met hem. Het echtpaar werd in 2008 wettelijk gescheiden en El Zoghbi wachtte drie jaar totdat de Maronitische Kerk hun scheiding zou erkennen. Eind 2009 kreeg El Zoghbi het gezag over haar drie kinderen en in maart 2011 werd haar scheiding officieel gelegaliseerd.

## Discografie

### Albums
- Wehyati Andak (1992)
- Ayza El Radd (1994)
- Balaee Fi Zamany (1995)
- Jadid (Compilatie) (1996)
- Habeit Ya Leil (1997)
- Mandam Aleik (1998)
- Maloum (1999)
- El Layali (2000)
- Tool Omri (2001)
- Elli Tmaneito (2002)
- Eineik Kaddabeen (2004)
- Greatest Hits (Compilatie) (2005)
- Yama Alou (2006)
- Khalas Sameht (2008)
- Ma'rafsh Leh (2011)
- Mesh Mesamha (2015)
- Keda Bye (2019)

- Bibliothèque nationale de France: cb14042925v (data)
- Library of Congress Control Number: no2008128173
- MusicBrainz: da5588eb-dc55-49fe-98ce-6dac1af3a329
- Virtual International Authority File: 14973853
- WorldCat: E39PBJc3DJqcgYCMfvQJQfjXBP